# Лесное (Курганская область)
Лесное — деревня в Каргапольском районе Курганской области. Входит в состав Зауральского сельсовета.

## Географическое положение
Деревня Лесное расположена примерно в 3 км (по прямой) к северо-западу от центра сельского поселения села Зауральское.

## Население
| 1989 | 2002 | 2010 |
| ---- | ---- | ---- |
| 158  | ↗221 | ↘123 |

Национальный состав
- По данным переписи населения 2002 года проживал 221 человек, из них русские — 79 %.